# 卢安·克拉斯尼奇
卢安·克拉斯尼奇（1971年5月10日—），德国男子拳击运动员。他曾代表德国参加1996年夏季奥林匹克运动会拳击比赛，获得男子91公斤级铜牌。